# Измайлова, Галия Гилязевна
Галия Гилязевна Измайлова — советский хозяйственный, государственный и политический деятель.

## Биография
Родилась в 1909 году в Казани. В 15 лет она пошла работать прядильщицей на льнокомбинат. В 1937 стала руководителем парткома своего предприятия.
В 1924—1959 гг. — прядильщица, профорганизатор, инспектор охраны труда, секретарь партийного комитета Казанского льнокомбината, Нарком социального обеспечения ТАССР, Нарком легкой промышленности, Нарком пищевой промышленности ТАССР, председатель Верховного Совета Татарской АССР в 1943—1946 и в 1951—1954 годах, заместитель секретаря Татарского обкома ВКП(б) по пищевой промышленности, заместитель председателя исполкома Казанского городского совета депутатов трудящихся. Член КПСС с 1932 года.
Избиралась депутатом Верховного Совета РСФСР 1-го и 2-го созывов.
Умерла в Казани в 1983 году.